# 露西·雷德勒

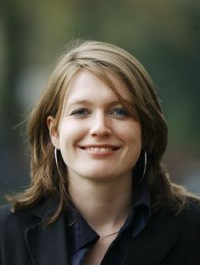
2007年的露西·雷德勒

露西·雷德勒（德語：Lucy Redler；1979年8月17日—）是一位德国政治人物和社会经济学家，为社会主义替代的活动家和左翼党的成员。她出生于西德下萨克森州汉恩明登。她毕业于汉堡经济和政治大学。2005年—2007年，她任劳动和社会公正—选举替代柏林支部执行委员会委员，并在2006年柏林州选举中担任该党的首席候选人。2007年3月25日，劳动和社会公正—选举替代决定与和左翼党.民社党合并为左翼党，她反对合并，遂带领一些反对合并的劳动和社会公正—选举替代成员于同年6月15日成立“柏林争取团结和抵抗替代”。2010年左右，“柏林争取团结和抵抗替代”停止运作，她也在2010年8月加入左翼党。后来，她担任左翼党的内部派别反资本主义左翼的发言人。德国媒体给她起了个绰号：“红色露西”。